# Йон Бостан
Йон Бостан (рум. Ion Bostan, 15 грудня 1914 року, Чернівців, Буковина, Австро-Угорщина нині Чернівці, Україна — 29 травня 1992 року, Бухарест, Румунія) — румунський педагог, кінооператор, сценарист і кінорежисер-документаліст.

## Біографія
Свій творчій шлях в кіно розпочав як сценарист (дебютувавши у цій якості у 1948 році) а потім як режисер документального кіно — у 1949 році з фільмом «Одна хвилина». Потім знімав документальні та науково-популярні фільми. Також був оператором своїх картин. Багато стрічок режисера відзначені призами на міжнародних кінофестивалях.
Викладав режисуру в Інституті театрального мистецтва і кінематографії в Бухаресті (нині це Національний університет театру і кіно ім. І. Караджале)

## Творчій доробок

### Режисерські роботи
- 1949 — Одна хвилина / Un minut
- 1954 — За мир і дружбу / Pentru pace şi prietenie (з Іллею копалин і Тамарою Лаврової, СРСР-Румунія-Болгарія)
- 1955 — Чокирлія / Ciocârlia
- 1956 — Дойна Олта / Doina Oltului
- 1956 — Фортеця Істрія / Cetatea Histria
- 1959 — Озеро з ліліями / Lacul cu nuferi
- 1960 — Спогади про Енеску / Livenii lui Enescu
- 1962 — Серед пеліканів / Printre pelicani
- 1963 — Під крилом орла / Sub aripa vulturului
- 1967 — Зимові гості / Oaspeţi de iarnă
- 1968 — Слідами зниклого фільму / Pe urmele unui film dispărut
- 1969 — Чорт зі скрипкою / Dracul cu scripca
- 1970 — Один серед пеліканів / Singur printre pelicani
- 1971 — Птахи і рибалки / Peşti şi pescari
- 1972 — Зустріч з небом / Întâlnirea cu cerul
- 1974 — Чайки з чистими крилами / Pescarusi cu aripi curate
- 1974 — Сліди / Vestigii
- 1975 — Зоряний архіпелаг / Arhipelaguri de stele
- 1976 — Летять лелеки / Marele zbor
- 1979 — Нотатки з дельти Дунаю / Impresii din Deltă